# Joost van den Vondel
Joost van den Vondel, nemško-nizozemski pisatelj in dramatik, * 17. november 1587, † 5. februar 1679.
Vondel se je leta 1641 spreobrnil v katolištvo, nakar je od tedaj naprej začel v svojih satiričnih delih kritizirati protestantizem.
Po njem se imenuje Vondelpark, največji park v Amsterdamu.